# 中山照守
中山照守（1570年—1634年2月20日）是安土桃山時代至江戶時代初期的武將。江戶幕府的旗本寄合。父親是中山家範。別稱家守。通稱助六郎、勘解由。弟弟有水戶藩的附家老中山信吉。兒子有中山直定、中山直範、中山重良。

## 生平
最初與父親家範一同仕於北條氏照。在天正18年（1590年）的小田原征伐，父親在防守八王子城時被討死，於是照守潛伏在武藏加治。同年8月，因為德川家康被父親家範的事蹟所感動，照守和弟弟信吉被家康召喚，於是被賜予3百石並擔任德川秀忠的使番。
慶長5年（1600年），跟隨秀忠的軍隊在上田合戰中獲得上田七本槍的稱號，但是因為違反軍律而受到叱責，之後閑居在真田信之的上野吾妻郡，不過翌年被允許返回本領。因為精通高麗八條流馬術而向秀忠教授馬術，之後亦向第3代將軍德川家光教授。慶長14年（1614年），在大坂之陣中與兒子直定一同参戰，以得意的馬術立下戰功而獲得加增5百石。後來被加增1千石並成為目付，在寛永3年4月前往肥後國熊本巡察。在寛永9年（1632年）成為鑓奉行，最終成為3千5百石的大身旗本。
在寛永11年（1634年）死去。享年65歲。家督由嫡男直定繼承。墓所和菩提寺在能仁寺。法名是無相院殿可山宗印大居士。